# Вултурянка
Вултурянка (рум. Vultureanca) — село у повіті Димбовіца в Румунії. Входить до складу комуни Рескеєць.
Село розташоване на відстані 70 км на захід від Бухареста, 39 км на південний захід від Тирговіште, 117 км на схід від Крайови, 120 км на південь від Брашова.

## Населення
За даними перепису населення 2002 року у селі проживали 193 особи, усі — румуни. Усі жителі села рідною мовою назвали румунську.